# We the Kings

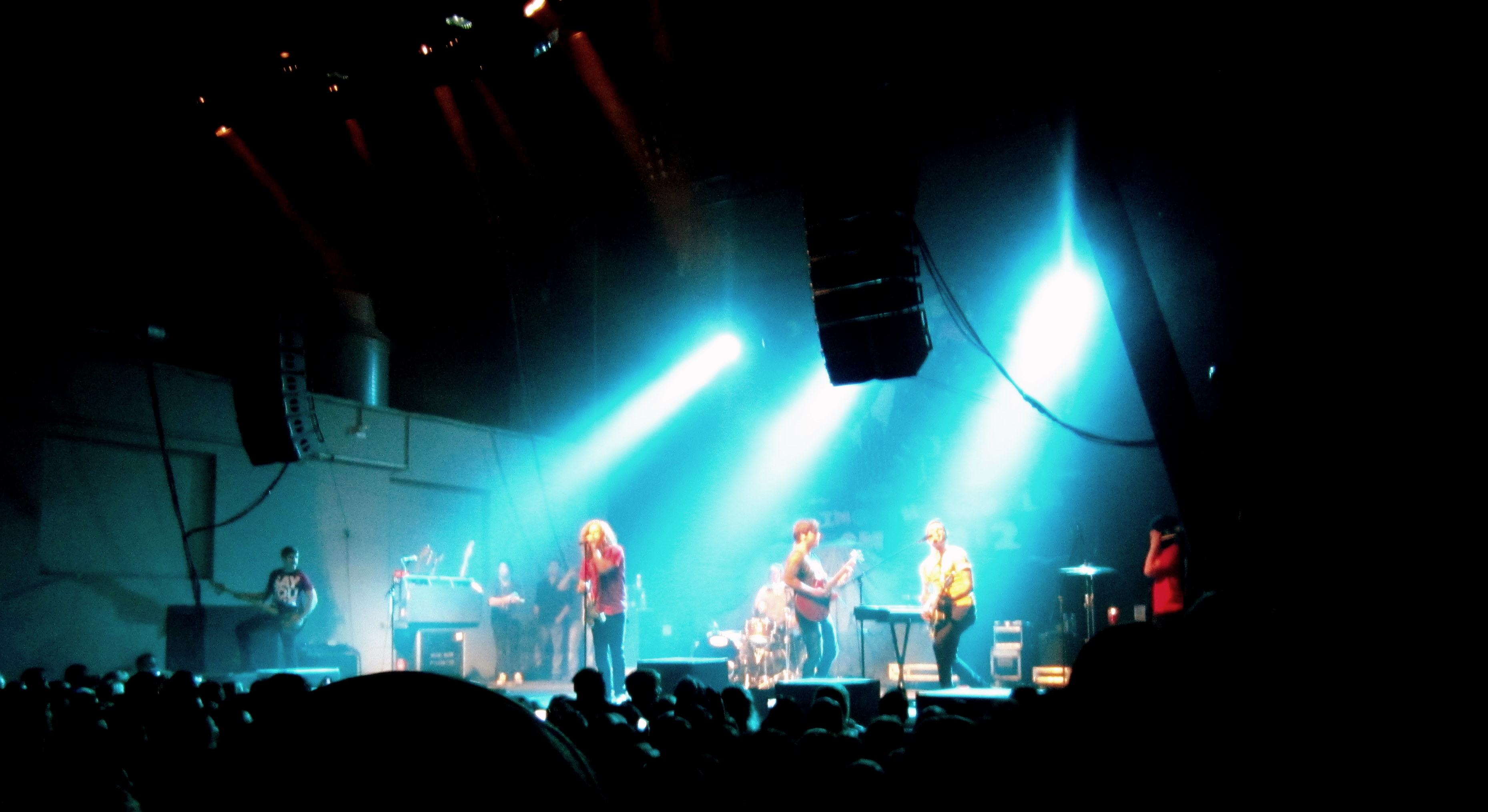
We the Kings 2012

We the Kings é uma banda americana de pop punk, de Bradenton, Flórida. A gravadora da banda é a S-Curve. Uma das principais músicas da banda é "Skyway Avenue", lançada em 2007, seguida por outro sucesso, "Check Yes Juliet".

## História
Os membros da banda se encontraram primeiro na Martha B. King Middle School em Bradenton, Flórida; seu nome se refere a essa instituição. Mais tarde, enquanto em seu ano na Manatee High School, Travis Clark começou a chamar a banda de Broken Image. Nesse momento, Hunter, Drew, e Danny foram todos tocar em outras bandas, mas Travis "contornou isso" para formar sua banda. Entretanto duas outras bandas já teriam o nome de Broken Image, e o nome foi mudado para DeSoto, enfim, depois de uma briga judicial, finalmente o nome de We the Kings. A banda começou a viajar seriamente enquanto Travis, Danny e Hunter foram no colégio, e eles fugiram do colégio por isso, enquanto Drew se formou mais cedo na escola. Eles finalizaram uma boa parte das turnês com Boys Like Girls e Self Against City enquanto não haviam sido contratados e disponibilizaram algumas músicas no PureVolume. Depois continuando seu sucesso pela Internet como no MySpace, o grupo assinou com a S-Curve Records, quem deu a oportunidade de lançar seu álbum homônimo em 2 de Outubro de 2007. O álbum ficou em 3º na Billboard's Top Heatseekers e 151º na Billboard 200. A banda viajou com outras como por exemplo Cobra Starship, Valencia, Just Surrender, Metro Station, Boys Like Girls, All Time Low, The Audition, Cute Is What We Aim For, Danger Radio, Madina Lake, Mayday Parade, e Powerspace. A música "This Is Our Town" é apresentada em comerciais para a nova temporada de One Tree Hill, e no programa Newport Harbor. Em 4 de Fevereiro, sua música "Check Yes Juliet" foi apresentada como uma música grátis no iTunes por uma semana. Em 8 de Abril, sua música "Check Yes Juliet" foi apresentada em um episódio de um programa da MTV: The Hills. Quando iam fazer o videoclipe para a música "This Is Our Town", eles fizeram um concurso permitindo fãs da Flórida mandar vídeos de sua cidade para a música. O vencedor teria permissão de passar um dia com eles em 30 de Agosto, quando eles tocaram o jogo Rays. Eles foram para o VMA em 2008, concorrendo em Melhor Video Pop, Melhor Video de Rock, Melhor Novo Artista, e Video do Ano. Depois de um tempo, Drew saiu da banda e entrou Coley O'toole.

## Discografia

### Álbuns
- We the Kings (2007)
- Smile Kid (2009)
- Sunshine State of Mind (2011)
- Somewhere Somehow (2013)
- Strange Love (2015)
- So Far (2016) [Coletânea com uma música nova]
- Self Titled Nostalgia (2017)
- Six (2018)
- Seasons Greetings from the Sandbar (2018)

### Singles
| 2007                                         | "Skyway Avenue"                        | —  | —  | —  | —   | We the Kings           |
| 2008                                         | "Check Yes Juliet"                     | 70 | 23 | —  | 28¹ | We the Kings           |
| 2008                                         | "Secret Valentine"                     | —  | 33 | —  | —   | We the Kings           |
| 2009                                         | "Heaven Can Wait"                      | —  | 25 | 15 | —   | Smile Kid              |
| 2010                                         | "We'll Be a Dream" (feat. Demi Lovato) | 76 | 21 | 3  | —   | Smile Kid              |
| 2011                                         | "Friday Is Forever"                    | —  | —  | —  | —   | Sunshine State of Mind |
| "—" Não entrou na tabela musical deste país. |                                        |    |    |    |     |                        |

¹ "Check Yes Juliet" charted in 2011 in Australia.

### EPs
- Ivy (2005)
- Friendship is a Touchy Subject (2005)
- Between the Ink and the Paper (2006)
- Secret Valentine EP (2008)
- Party, Fun, Love, and Radio EP (2012)
- Friday Is Forever EP (2013)